# Cardamine longifructus
Cardamine longifructus är en korsblommig växtart som beskrevs av Jisaburo Ohwi. Cardamine longifructus ingår i släktet bräsmor, och familjen korsblommiga växter. Inga underarter finns listade i Catalogue of Life.